# PRICELESS〜あるわけねぇだろ、んなもん!〜
『PRICELESS〜あるわけねぇだろ、んなもん!〜』（プライスレス あるわけねぇだろ んなもん）は、2012年10月22日から12月24日まで毎週月曜日21:00 - 21:54に、フジテレビ系の「月9」枠で放送されたテレビドラマ。主演は木村拓哉。公式サイトのロゴデザインでは、「PRICELE$S」と、Sの1字が「$」の表記である。
なお、10月期の月9が第4月曜から始まるのは『君が嘘をついた』以来24年ぶり。

## 概要
会社内での陰謀により職を追われ、さらに住む家や所持金全てを失い貧乏になる男・金田一二三男を主人公に、ゼロからのスタートを切り、金では買えない物に気付いていく彼の前向きな生き様と、それに感化されていく人々の姿を描いたヒューマンコメディ。ストーリーはわらしべ長者が全体のテーマとなっており、金田一が手にした物や仕事も周囲との関わりにより変化していくのも特徴。
キャッチコピーは「笑うが、価値。だろ。」
木村は月9枠主演は『月の恋人〜Moon Lovers〜』以来2年半ぶりとなり、木村と演出の鈴木雅之とは『ロングバケーション』『HERO』に続くタッグとなる。
2012年10月11日、フォトセッションに、東日本旅客鉄道のロケーションサービスによって東京駅丸の内駅舎前が利用された。

## 放送
初回・最終回30分拡大（21:00 - 22:24）、第7話・第8話は15分拡大（21:00 - 22:09）。最終話のラストシーンは北海道札幌市の札幌ドームの駐車場から生放送した。木村はラジオで、生放送の際、雪に埋まっている魔法瓶のふたが開いてしまっているというちょっとしたハプニングがあったが、魔法瓶の「ポチッとひっこむところ（木村の表現）」を押したらなんとかお湯が出たので続けられたと語った。
木村が主演した民放の連続ドラマの初回視聴率としては、初めて20%を下回った。日本テレビ『Dramatic Game 1844』セントラル・リーグクライマックスシリーズファイナルステージ最終戦の裏で苦戦を強いられた。また、8回目の放送で最高視聴率となる20.1%を記録し、月9枠では『月の恋人〜Moon Lovers〜』以来となる最高視聴率20%超えを果たした。また、同枠ですべての回で視聴率15%を上回ったのは『コード・ブルー -ドクターヘリ緊急救命-2nd Season』以来だった。

## あらすじ

### 序盤
ミラクル魔法瓶に勤める金田一 二三男は上司からも部下からも慕われていた。そんな彼が、専務が持つ内部機密情報流出の嫌疑を掛けられて解雇処分になる。その上、自宅の部屋が突然爆発して住む場所を無くし、唯一の通信手段である携帯電話も男性と交錯した拍子に飛んでいき川に流されてしまうという災難の連続に見舞われる。金田一はゼロの状態から再出発することになり、同じような極貧の境遇に置かれていながら逞しく生きる幼い鞠丘兄弟と出会い、お金の大切さを再認識する。
だが、金田一がこのような境遇に陥ったのは、彼自身も知らない出生の秘密にあった。病死したミラクル魔法瓶創業者・大屋敷巌が、息子の統一郎に、実は金田一が統一郎の腹違いの弟であり、社長の座を彼に継がせると遺言を残したためだった。統一郎はこの遺言を握りつぶし、社長に就任して金田一を陥れていた。
その後、金田一の解雇に疑問を持ち調査したため左遷され、のちに解雇された二階堂彩矢が金田一とルームシェアすることになり、かつての上司であった模合謙吾も加わる中で、金田一は要所で統一郎と専務の財前修の妨害を受けながらも、偶然出会った人々との関わりの中で人生の再起を目指していく。

### 中盤
金田一は縁日の屋台の的当てで、鞠丘兄弟が欲しがる【ブルドーザーの玩具】を手に入れようと、宝物の北別府学のサインボールを使うが、図らずもキャラメルのおまけである【山中幸盛のフィギュア】を手に入れる。しかしラーメン屋店主がこのフィギュアを欲しがった縁で、金田一は彼の店のバイトに就き、やがて廃業を決意した店主から【屋台】を譲り受ける。そして彩矢と模合を巻き込み、その屋台を使って、行きつけのバーが作る「味は良いが売上が芳しくないホットドッグ」を売り始め評判となる。
投資会社社長・広瀬の申し出を受け、この屋台の権利を売って1000万円を手にした金田一は魔法瓶作りに着手しようと決意、彩矢と模合と共にハピネス魔法瓶を設立する。そして、統一郎の意向で切り捨てられたミラクル魔法瓶の関連工場の人たちと共に、2日間に亘る保温力を誇る「究極の魔法瓶」を完成させ、これが著名なコラムに取り上げられたことで空前のヒットを飛ばす。

### 終盤
しかし、金田一の成功を快く思わない統一郎は「究極の魔法瓶」に対して特許権侵害で訴訟する構えを見せ、ハピネス魔法瓶を追い詰めていく。悩んだ末に金田一は、統一郎に関連工場の人たちの働く場を設ける約束を取り付けた上で、ハピネス魔法瓶の廃業を決断する。しかし統一郎は、金田一の約束を反故にしてしまう。その事が、日頃より統一郎の方針に不満を抱いていた社員1507人の離反を招き、彼らは金田一の元に一緒に働きたいと集うのだった。
統一郎は会社の倒産の危機を前に金田一の元に赴き、自分が彼を陥れた理由と、金田一と先代に対する複雑な想いを打ち明ける。自分の出生の秘密を知り一度は動揺するも、その事実を受け入れた金田一は彩矢と模合と共にミラクル魔法瓶の立て直しに動きだし、離反した社員たちの説得を試みる。
統一郎が「究極の魔法瓶」に対する訴訟を取り下げたことから、3人は「究極の魔法瓶」をミラクル魔法瓶で販売することを思いつき、その結果同社は倒産の危機から免れる。一方で、全てを失いホームレス状態で過ごしていた統一郎は、金田一と交流を深める中で先代に対するわだかまりを解かし、彼の説得を受けミラクル魔法瓶に戻ることを決意する。
そして、統一郎を社長として迎え社員たちとの間を取り持つことに成功した金田一・彩矢・模合は、「1週間保温できる魔法瓶を作る」という思いつきを言い残しながら、ミラクル魔法瓶を後にする。後に、雪の降り積もる寒空の夜の下、本当に「1週間保温できる魔法瓶」を作ることに成功した金田一ら3人の姿があった。

## 登場人物

### 主要人物
金田一 二三男（きんだいち ふみお）〈38〉
演 - 木村拓哉（少年期：横山賢太郎）
本作品の主人公。当初はミラクル魔法瓶営業企画部課長で、社内では誰からも慕われるムードメーカー的な存在だった。突然、身に覚えのない情報流出の罪を被せられて会社を懲戒解雇される。住んでいたマンションの一室も爆破された上に携帯も水没したことで、貧乏人に転落。鞠丘兄弟と出会い、幸福荘に転がり込んだことで貧乏人の処世術を学んでいく。ホットドッグの屋台での営業を経て自身の会社であるハピネス魔法瓶を設立し、その社長に就任する。
ミラクル魔法瓶に勤務していた当時は同社の草野球チームに所属しており、貧乏生活に転落後は普段着でチームのユニフォームを着ている。広島東洋カープのファンで、相手と会話するときに北別府学や津田恒実、佐々岡真司らを引用している。会社にいたころは欲しいものは後先考えず購入する浪費家だったが、貧乏になってからは100円単位の金の価値を実感するようになった。喧嘩っ早いところもあるが、明るく情に厚い性格。人との輪を何よりも重視し、会社経営に置いても不要人材の切り捨ては絶対に行わない方針を掲げている。
実は巌の隠し子であり、統一郎の異母弟。その巌によってミラクル魔法瓶の次期社長に選ばれていたが、統一郎がそれを握り潰したことから、ストーリー終盤で統一郎に告げられるまで本人は全く知らなかった。また父親には6歳の時に一度しか会ったことがなく、それがカープの試合であったため、その出来事をきっかけにカープのファンになった。
財前を除く全社員に会社を去られ、落胆していた統一郎から自分の出生の秘密と、巌の遺言を明かされる。しかし、模合が特許権に関する調査の中で、ミラクル魔法瓶の商品の特許申請日に関する共通点に気付いたのがきっかけでミラクル魔法瓶自体が巌にとっての統一郎の分身であった事実を知り、その上で統一郎をあえて社長に戻した。
模合 謙吾 （もあい けんご）〈46〉
演 - 中井貴一
当初はミラクル魔法瓶営業企画部部長で、金田一の上司だった。部下が本人のいる場所で陰口を言ってしまうほど存在感が薄く、その場にいても気づかれないことが多い。小心者の事なかれ主義者で、せせこましい面が目立つが土壇場では会社の損害も構わずに部下や下請けを守り通す情の厚さを持ち合わせている。
金田一の解雇の撤回を求めて財前に交渉するが、逆に財前に脅されて何も言えず、さらなる口封じのために統一郎と財前の策略で営業統括本部長にまで昇進する。先代とは明らかに違う経営方針に当初は従っていたが、命じられた過酷なノルマを達成した会社すらも切り捨てようとするやり方に憤り、統一郎に進言して退職。妻にも一方的に別れを告げられ、行き場所をなくして幸福荘へ身を寄せる。当初は再就職して現状を脱しようと考え、内定まで貰ったが、金田一のホットドッグの屋台の手伝いや辻との会話を通じて、ミラクル魔法瓶設立当初に何よりも大事にしていた魔法瓶作りの原点を思い出し、金田一と共に過ごすことを決断する。
ハピネス魔法瓶設立の際に平社員となり、酒の席で不満を上手く聞き出し製造元の社長達の潤滑油的存在として精力的に働きかける。また、幸福荘の自室が関係者全員で会議するには手狭という理由から、キングスコートの隣の空き物件を賃貸契約し、ハピネス魔法瓶の事務所にする。
二階堂 彩矢（にかいどう さや）〈27〉
演 - 香里奈
当初はミラクル魔法瓶経理部。休憩時間は株取引に興じている他、戦国武将のファンで食玩の武将フィギュア収集を趣味としている。不正な領収証発行や残業申請などを許さず、不正な事案を見つけたときは徹底的に調査する。また、経理計算がとても速い。自身も貧乏で苦労したことがあるため、貧乏の境遇には否定的。
機密情報漏洩の犯行当日とされる日の金田一のアリバイを知ったことを発端に、金田一の解雇について追及しようとするが、閑職の社史編纂室への異動の内示が下る。それでも諦めず調査を続行し、専務の机を探っていたのを見つかり懲戒解雇処分となる。さらに贔屓にしていた株も暴落し、社員寮も追い出されたために幸福荘に身を寄せ、部屋が満室で住む場所も無かったので仕方なく金田一とルームシェアし、彼の行動に巻き込まれていくことになる。
ハピネス魔法瓶では役員となり、経営スケジュールの設定や作業工程の見直しを睡眠時間を削ってまで行い貢献する。一時は自身の考えとは違う金田一や模合の会社経営の方針から、会社に居場所はないと感じ、幸福荘を去り、統一郎の誘いに応じ彼の秘書となる。しかし、統一郎の結果重視のやり方に反発して「ミラクル・エレクトロニクス」を退社、金田一に迎えられハピネス魔法瓶に戻ってくる。
大屋敷 統一郎 (おおやしき とういちろう)〈40〉
演 - 藤木直人（幼少期：秋元黎）
1972年10月16日生まれ。当初はミラクル魔法瓶副社長だったが、腹違いの弟である金田一に社長の座を譲るという父の遺言を握り潰し、次期社長に就任する。財前と結託して金田一の解雇を行い、その後も金田一の行動を監視し報告させ、金田一の不当解雇に勘づく者も容赦なく解雇する。非情かつドライな人物で、昔ながらの付き合いがある取引先も経営が良くないとみると取引を一方的に打ち切るなど、徹底的に父の方針や業績を否定し覆し続けてきた。
鞠丘 貫太（まりおか かんた）〈11〉
演 - 前田旺志郎
鞠丘 両太（まりおか りょうた）〈7〉
演 - 田中奏生
弟の願いを叶えるため「お金を無くして困っている演技」をして、大人たちからわずかなお金をもらっていた兄弟。
この手法で騙したことが切っ掛けで金田一と出会い、お金がない、家もなく困っている彼に無一文でも生きる術を教え、騙し取ったお金のお詫びに祖母と暮らすアパート「幸福荘」に連れて行き、一晩だけの約束で寝泊まりさせる。
鞠丘兄弟が持っていた山中幸盛の武将フィギュアが切っ掛けで金田一が佐倉の店で働くことになる。

### ミラクル魔法瓶
中盤、「ミラクル魔法瓶」は売上の主流の家電事業中心へと舵を向け、魔法瓶事業から撤退し社名を「ミラクル・エレクトロニクス」へと変更した。しかし、終盤では金田一による経営再建によって魔法瓶事業へと復帰し、社名も元に戻った。
榎本 小太郎（えのもと こたろう）〈25〉
演 - 藤ヶ谷太輔（Kis-My-Ft2）
ミラクル魔法瓶営業企画部社員。重大な仕事上のミスを犯した時も取引先に一緒に出向いて謝罪してくれる、上司の金田一の人柄を尊敬していた。金田一の解雇後の境遇を知ってからも彼の様子を心配し、交友を続ける。しかし、そのことで財前に釘を刺され、金田一の妨害を命じられてしまったため、金田一と距離を置き、複雑な心境を抱えながらも会社に従ってきたが、統一郎の社員や関連会社の人間達を会社の歯車同然に見なす態度への不満を会社内のチャット内で吐露し、それが統一郎と財前を除くミラクル・エレクトロニクスの社員1507人の総辞職および全員が金田一の元に集まる契機となった。
財前 修（ざいぜん おさむ）〈55〉
演 - イッセー尾形
専務。統一郎の太鼓持ちで巻き舌で喋る。隠蔽工作に余念がなく、金田一の解雇後の行動や彼に近づく者を逐一監視し社長である統一郎に報告している。統一郎の目につかない所で妨害も行っている。
自分以外の全社員が会社を去ったことに落胆する統一郎へ「全員ではありません！私がいます！」と忠誠を示した。さらに、統一郎以外誰も聞こえなかった巌の遺言について本当は自分も聞いていたが、金田一でなく統一郎こそが会社の未来を託すのに相応しいという考えから、あえて長年仕えてきた巌の遺言に逆らってまで統一郎を社長にし、金田一の妨害をしたと明かした。
大屋敷 巌（おおやしき いわお）
演 - 中村敦夫（第1・9話 / 特別出演）
ミラクル魔法瓶を一代で築き上げた創業者。物語開始早々に病に倒れ、死ぬ間際に息子の統一郎に金田一が彼の腹違いの弟であること、金田一に会社を継がせるとの遺言を託して他界する。今際の際には統一郎に「お前は社長の器ではない」と告げており、それが統一郎のコンプレックスとなり、遺恨を残す。
生前の経営方針は「経営危機の時こそ、新商品の開発が大切」と唱えていた。隠し子の金田一と同じく広島東洋カープのファンで、病室にはカープの関連グッズが並び、死ぬ間際にカープの応援歌が流されていた。
貧しい生活を送ってきた少年時代、通りかかった紳士から魔法瓶に入った温かい飲み物をもらったことで、暖かさを保つ魔法瓶をその名の通り「魔法の瓶」と考える。成人してからは調理器具メーカーに勤めていたが、魔法瓶作りの夢を叶えるために中途退職してミラクル魔法瓶を起業した。なお、調理器具メーカーでの後輩であった広瀬からは「決して頭の悪い人間ではないが、損得だけで動く人間でもなかった」と評されている。
金田一の存在を知った後、当時6歳だった彼と母親を援助しようとしたが母親に断られた過去があり、一度だけカープの試合に連れて行った。これが金田一がカープファンとなったきっかけであり、一度だけ父親に会った記憶である。
統一郎に対しては仕事が多忙であったことから、親子でありながらプライベートの接点は少なかったが、実はミラクル魔法瓶の第一号商品である魔法瓶の特許を申請する際、統一郎が生まれた1972年10月16日当日に行い、以降も全ての商品の特許申請は全て10月16日に行っていた。この事実に気付いた金田一は統一郎に「ミラクル魔法瓶はあなたの分身であり、あなたは確かに愛されていた」と評した。
受付嬢
演 - 三浦まゆ、夏月

### 幸福荘
富沢 萌（とみさわ もえ）〈19〉
演 - 小嶋陽菜（AKB48、第3 - 5・7 - 最終話）
1993年2月14日生まれ。地下アイドル。武道館でのコンサート開催を目標としているが、アイドルとしての収入はほとんどなく、水商売で生計を立てている。自分の人生を延々と話し続けるナルシストな部分があり、彩矢を寝不足にさせたことがある。
基本的にワンシーンのみの登場であり、金田一と直接関わるシーンは少ない。
豪田 武雄（ごうだ たけお）〈52〉
演 - 酒井敏也
1号室住人。占い師。
大島 陽輝（おおしま はるき）〈36〉
演 - 渋川清彦
2号室住人。無職。
鞠丘 一厘（まりおか いちりん） (64)
演 - 夏木マリ
大家。鞠丘兄弟の祖母。蒸発して家を飛び出した息子の代わりに、孫の面倒を見ている。
金田一から下宿の申し入れがあった際、1日につき500円を支払うことを条件に出し、お金は1円でも稼ぐことは難しいと改めてお金の大切さを説いて聞かせる。

### その他
広瀬 瑤子（ひろせ ようこ）〈24〉
演 - 蓮佛美沙子
最近、金田一と付き合いだした彼女。父の方針により、社会勉強の一環として広瀬ファンドで働いている。
音信不通になった彼を心配し、勤め先の受付から金田一が解雇されたことを知り、後に偶然金田一と再会する。無職の男性と付き合うことには否定的で、金田一の貧乏の境遇に気を揉んでいる。金田一の境遇を知ってからも気にかけているが、彩矢との会話で彼女が同じ部屋で暮らしていると知るや金田一と付き合っていると誤解している。広瀬ファンドが仲介している「Sai Gon Electric Industry」の担当者としてハピネス魔法瓶の手伝いをするが、彩矢を気に掛ける金田一の姿を目にし自ら別れを告げる。
広瀬 遼一
演 - 草刈正雄（第4 - ）
広瀬ファンドの社長で、瑤子の父。統一郎とはビジネスの場で付き合いがあり、巌は同じ調理器具メーカーに勤務していたころの先輩であり、広島市民球場前において二人で撮った写真が残っている。ミラクル魔法瓶の社屋前で統一郎と堂々と言い合っている金田一を瑤子と共に目撃して好印象を抱き、金田一にホットドッグの屋台の権利を1000万円で買い取らせて欲しいと持ちかける。その資金の1000万円は金田一たちの魔法瓶作りの資金に使用され、金田一に巌がミラクル魔法瓶を創業した理由を教える。それからも金田一と取引を続けており、後に金田一が巌の隠し子であることに気付くこととなる。巌とは逆の方向性に会社を経営する統一郎のやり方には含みのある思いを抱いており、やがて人同士の繋がりを軽視する統一郎に見切りをつけ、ミラクル・エレクトロニクスとの契約を解除した。
藤沢 健〈45〉
演 - 升毅
金田一行きつけのバー「キングスコート」のマスター。情にほだされ、お金に困っている金田一を800円の給料で1日だけ雇い入れる。
金田一の人柄を良く知っており、問題を起こして会社をクビになったとは到底思えないと彼を励ます。元々はランチメニューとして出していたが、値段や味の割になぜか売り上げが良くなかったホットドッグを屋台のメニューとして売り出そうと計画する金田一の提案を受け入れ、協力する。
ちなみに「キングスコート」のBGMは、ローリング・ストーンズ。
辻 義人
演 - 志賀廣太郎（第5 - ）
ミラクル製作所社長。ミラクル魔法瓶の魔法瓶製造現場の要と言える人物だが、魔法瓶事業から撤退を決めた統一郎によって切り捨てられた。後に金田一と出会い、仕事で付き合いのあった模合と再会し、金田一が魔法瓶事業に乗り出した際に「究極の魔法瓶」作りに協力した。
能見 実
演 - 香川照之（第6 - 7話、最終話）
経済誌「Business paper」記者。彼が「ネクストONE」というコラムで取り上げた商品はヒット確実と評判が高く、自身もその功績で賞を貰っている。次回の「ネクストONE」で取り上げる商品に悩んでいたところ、エディ電気で偶然店頭から外される直前の「究極の魔法瓶」が目に留まり、2日が経っても暖かいものが冷めない魔法瓶が気に入り、記事にする。このことが「究極の魔法瓶」のヒットに大々的に貢献する要因となり、後に金田一や模合と出会うが、終始「模合」を社長の金田一だと勘違いしていた。
模合 徳子
演 - 宮地雅子
模合 奈美
演 - 伊倉愛美（第3 - 4話）
上記2名は模合の家族。模合をATM扱いしており、弁当すら作ったことはなかった。模合の昇進が決まった際は一時的に態度が良くなるが、失職した途端に自宅から追い出す。

### ゲスト
沢渡 正雄
演 - おかやまはじめ（第1・6・最終話）
エディ電機総務部長。釣りが趣味。榎本の商品搬入ミスで契約を切ることを考えていたが、金田一の人当たりのよい対応で思い止まり契約更新する。 後に金田一が売り込みに来た「究極の魔法瓶」を店頭に出す話を受け入れるが、財前の圧力を受けた榎本の圧力に負け、店頭に出す期間を大幅に縮めてしまう。
ゲンさん
演 - 五頭岳夫（第1 - 4・8話）
ミラクル魔法瓶を解雇され、家も失ったばかりで途方に暮れていた金田一に、寒さしのぎのために段ボールを分け与えたホームレス。その後、過去に工場勤めの経験があるホームレス仲間を金田一に紹介する。
倉内 勉
演 - 佐戸井けん太（第2・最終話）
ミラクル魔法瓶社史編纂室室長。左遷されてきた彩矢に、社内で起こる不思議な出来事は全て財前が絡んでいること、決して財前に逆らわず耐えることを忠告するが、その言葉が届くことはなかった。
佐倉 辰彦
演 - 木村祐一（第2 - 4話）
中華料理青春軒店主。彩矢と同じく山中幸盛のファン。鞠丘兄弟の持っていた山中幸盛フィギュアと交換条件に金田一をアルバイトとして雇い入れる。
40代で脱サラして屋台からラーメン屋を起こし、店を構えるまでになったが体調不良で一時休業を余儀なくされたことや隣に出来たラーメン屋の影響もあって客足が遠のき、すっかりやる気を無くしていた。金田一に自身の境遇や店を畳む意志を伝えるが、金田一の言葉を受けやる気を取り戻し、最後の営業日を迎えると決意。結局客は戻らなかったが、金田一たちが最後の客として自分の作る料理を堪能し、満足な最後を得られた。そして金田一に、ラーメン屋になった時の自称「最初の相棒」である屋台を譲った。その屋台は後に金田一の提案によって、ホットドッグの屋台へと生まれ変わった。
トクイチ
演 - 徳井優（第4話）
ホームレスに転落する前は工場で働く腕利きの職人だった。仲間であるゲンさんの頼みで金田一に力を貸す。
相模川
演 - 石井正則（第4話）
ミラクル魔法瓶の下請け会社で、模合や榎本も認める技術力を持つ相模川製作所の社長。彩矢が萌の代役で入った店に部下を連れて来店したのをきっかけに彼女と知り合う。その後、統一郎の命を受けた模合によって過酷なノルマを課され、自分たちだけでは達成不可能だと弱気になるが、金田一の助言と助力で無事にノルマを達成した。だが、当初の予定通り切り捨てようとする統一郎の意志が変わらなかったため、模合の自己犠牲によってミラクル魔法瓶のライバル会社と契約が成立し、経営危機から脱した。そして金田一にこれからも一緒に働かないかと誘ったが、すでにホットドッグの屋台のアイディアを抱いていた金田一から断られ、代わりに金田一から暖かいと絶賛された自社の作業着を譲った。
相模川製作所工場長
演 - 山崎画大（第4話）
相馬
演 - 平泉成（第7話）
ハピネス魔法瓶下請けの相馬工業社長。
グェン・アン・シン
演 - 川平慈英（第8話）
ベトナム企業「Sai Gon Electric Industry」幹部社員で、日本法人の担当者。ベトナム人とアメリカ人のハーフで、過去に日本へ留学した経験から日本語を話せる。
貧しい家庭に生まれ育ち、アルバイトで同社に入社した後に幹部まで昇りつめた経歴を持つ。ミラクル製作所の機械故障によりストップした「究極の魔法瓶」の生産ラインを確保するため、修理費3000万円の融資を望む金田一たちの接待を受け、バッティングセンターに炊き出しと金田一の奇抜な接待を通じて彼の人柄に好感を持ち、ハピネス魔法瓶との業務提携を決める。結果的には政治家との人脈を使った統一郎の根回しにより反故せざるを得なくなるも、ハピネス魔法瓶との提携を望んでいたと金田一たちに述べており、帰り際に金田一から「究極の魔法瓶」を贈与される。
佃 基夫
演 - 近江谷太朗（第9話）
佃法律事務所所長でミラクル・エレクトロニクスの顧問弁護士。ハピネス魔法瓶を潰すために統一郎が仕掛けた「究極の魔法瓶」に対する特許権侵害訴訟を担当する。

## スタッフ
- 脚本 - 古家和尚、櫻井剛
- 脚本協力 - 岡田道尚
- プロット協力 - 宇山圭佑
- 音楽 - 佐藤直紀
- 主題歌 - ローリング・ストーンズ「ジャンピン・ジャック・フラッシュ」（ユニバーサルインターナショナル）
- 演出 - 鈴木雅之、平野眞、金井紘
- 演出補 - 金井紘、三橋利行
- 音響効果 - 上田真理香
- 視覚効果 - 江崎公光
- タイトルバック・VFX - 山本雅之
- 協力 - 北別府学（第1話）
- プロデュース - 牧野正、村瀬健
- ラインプロデュース - 竹田浩子
- プロデュース補 - 國安馨
- 制作 - フジテレビドラマ制作センター
- 制作著作 - フジテレビ

## 放送日程
| 各話                                                       | 放送日         | サブタイトル                                    | 脚本     | 演出     | 視聴率 |
| ---------------------------------------------------------- | -------------- | ----------------------------------------------- | -------- | -------- | ------ |
| 第1話                                                      | 2012年10月22日 | はじめての貧乏…五百円稼ぐって難しい             | 古家和尚 | 鈴木雅之 | 16.9%  |
| 第2話                                                      | 10月29日       | 貧乏って弱いの?                                 | 古家和尚 | 鈴木雅之 | 18.8%  |
| 第3話                                                      | 11月05日       | 1万円のラーメン                                 | 古家和尚 | 平野眞   | 15.2%  |
| 第4話                                                      | 11月12日       | 最後の一人も堕ちてきた                          | 古家和尚 | 平野眞   | 18.4%  |
| 第5話                                                      | 11月19日       | 奇跡の始まり                                    | 櫻井剛   | 鈴木雅之 | 15.7%  |
| 第6話                                                      | 11月26日       | 日本一の貧乏社長、誕生!                         | 古家和尚 | 平野眞   | 18.1%  |
| 第7話                                                      | 12月03日       | 大逆転                                          | 古家和尚 | 鈴木雅之 | 17.2%  |
| 第8話                                                      | 12月10日       | さよなら…そして、ありがとう                     | 古家和尚 | 金井紘   | 20.1%  |
| 第9話                                                      | 12月17日       | 最後の戦い〜それぞれの思い                      | 古家和尚 | 平野眞   | 17.4%  |
| 最終話                                                     | 12月24日       | 一部生放送スペシャル 聖なる夜に起こす最後の奇跡 | 古家和尚 | 鈴木雅之 | 18.7%  |
| 平均視聴率 17.7%（視聴率は関東地区・ビデオリサーチ社調べ） |                |                                                 |          |          |        |

## 受賞
- 第75回ザテレビジョンドラマアカデミー賞[8]
  - 最優秀作品賞
  - 主演男優賞（木村拓哉）
  - 助演男優賞（中井貴一）